# Gessica Turato
Gessica Turato (Cittadella, 30 maggio 1984) è un'ex ciclista su strada e pistard italiana.

## Carriera
Nata nel 1984 a Cittadella, in provincia di Padova, nel 2000, tra le Allieve, si aggiudica la prestigiosa Coppa Rosa su strada a Borgo Valsugana. Nel 2001, a 17 anni, è campionessa europea Juniores su pista a Fiorenzuola d'Arda nell'inseguimento individuale con il tempo di 2'36"646, e partecipa ai Mondiali su strada di Lisbona nella corsa in linea Junior, arrivando 16ª. L'anno dopo è campionessa italiana Juniores su pista nell'inseguimento individuale.
Nel 2003 passa tra le Elite, e nel 2004 è tesserata con la Safi-Pasta Zara, prendendo parte al Giro Donne, che conclude in 80ª posizione. L'anno successivo è campionessa europea a Mosca nella corsa in linea Under-23 in 3h36'38"; arriva anche in nazionale maggiore, partecipando alla gara in linea Elite dei Mondiali di Madrid, che chiude all'81º posto.
Chiude la carriera nel 2006, a 22 anni, dopo essersi piazzata 55ª al Giro Donne corso con la USC Chirio.

## Palmarès

### Strada
- 2005

Campionati europei, Prova in linea Under-23

### Pista
- 2001 (juniores)

Campionati europei, Inseguimento individuale Juniores
- 2002 (juniores)

Campionati italiani, Inseguimento individuale Juniores

## Piazzamenti

### Grandi Giri
- Giro Donne

2004: 80ª
2006: 55ª

### Competizioni mondiali
- Campionati del mondo

Lisbona 2001 - In linea Junior: 16ª
Madrid 2005 - In linea Elite: 81ª

### Competizioni europee
- Campionati europei su strada

Mosca 2005 - In linea Under-23: vincitrice
- Campionati europei su pista

Fiorenzuola d'Arda 2001 - Inseguimento Juniores: vincitrice